# Olga Tokarczuk

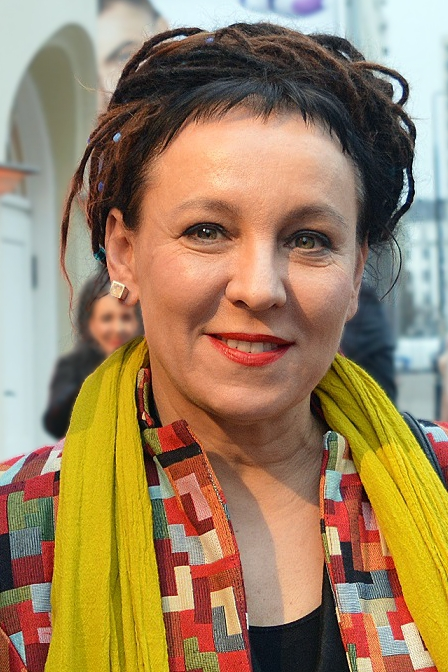
Olga Tokarczuk (2018)

Olga Nawoja Tokarczuk [ɔlga tɔˈkart͡ʂuk] (* 29. Januar 1962 in Sulechów bei Zielona Góra, Polen) ist eine polnische Schriftstellerin und Psychologin. 2019 erhielt sie rückwirkend den Nobelpreis für Literatur des Jahres 2018, der zuvor nicht vergeben worden war.

## Leben

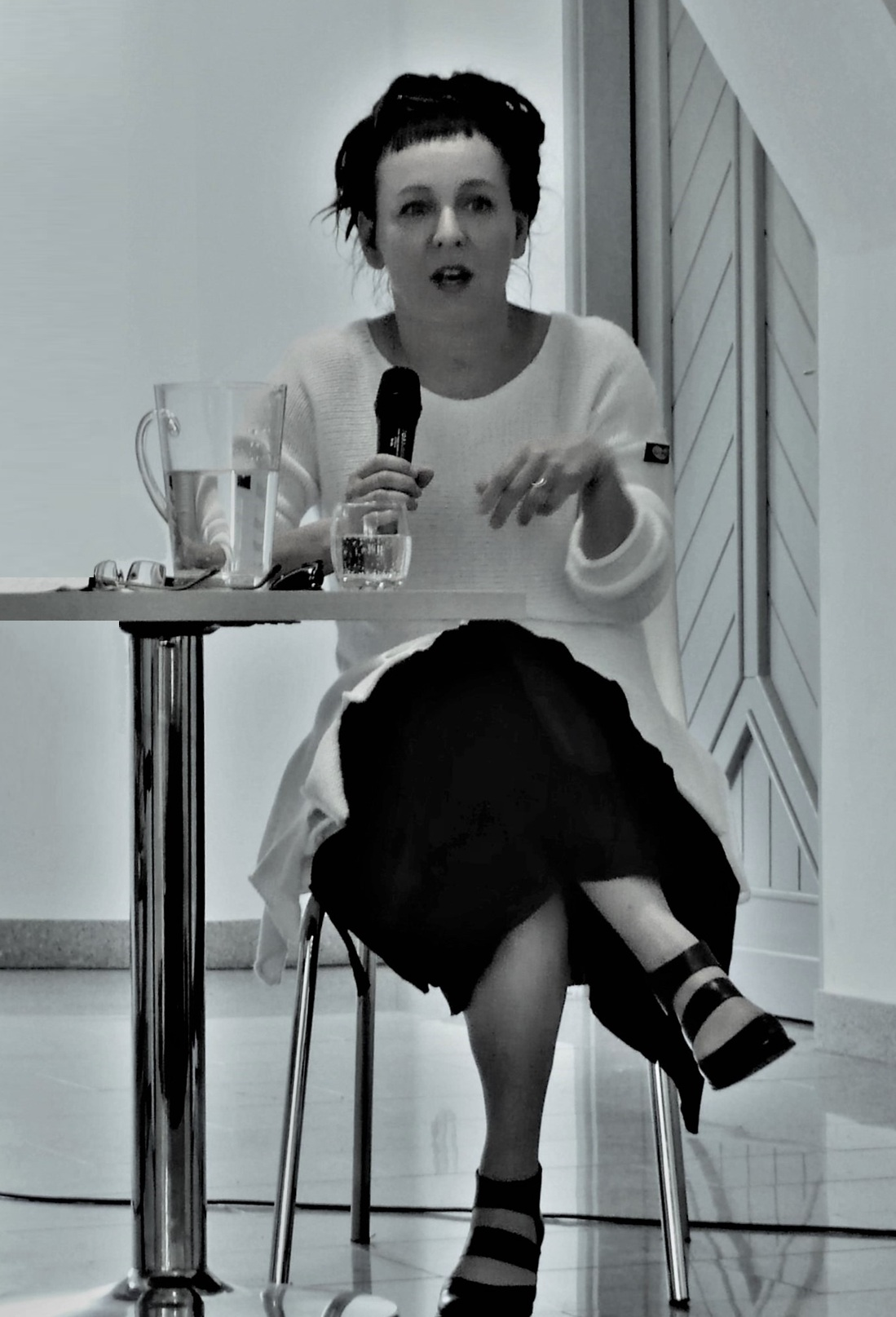
Olga Tokarczuk während des 3. Góry-Literaturfestival 2017

Ihre Eltern, Wanda und Józef Tokarczuk, stammten aus den ehemaligen polnischen Ostgebieten, aus denen sie im Zuge der Zwangsumsiedlung von Polen 1944–1946 vertrieben worden waren. Ihre Kindheit verbrachte Tokarczuk in der Ortschaft Klenica in der heutigen Woiwodschaft Lebus unweit von Zielona Góra, wo ihre Eltern als Lehrer beschäftigt waren. Später zog die Familie ins oberschlesische Kietrz in die Woiwodschaft Oppeln. Dort besuchte sie das städtische Liceum, das sie 1980 mit dem Abitur abschloss. Anschließend studierte sie Psychologie an der Universität Warschau. Neben dem Studium arbeitete sie als Volontärin in einem Heim für verhaltensauffällige Jugendliche. Sie schloss 1985 das Studium als Magistra ab, heiratete und zog zunächst nach Breslau um. 1986 bis 1989 arbeitete sie in der Krakauer Klinik für psychische Gesundheit. 1986 hat sie einen Sohn geboren. Die Familie zog nach Wałbrzych, wo sie bis 1996 im Methodischen Zentrum für Lehrkräfte als Psychotherapeutin angestellt war. Seit 1998 lebt sie in dem kleinen Dorf Krajanów bei Nowa Ruda in der Woiwodschaft Niederschlesien. Von hier aus führte sie von 1998 bis 2003 gemeinsam mit ihrem damaligen Ehemann, Roman Fingas, den Kleinverlag „Ruta“, bevor sie sich ganz dem Schreiben widmete.
Sie sieht sich selbst in der geistigen Tradition von Carl Gustav Jung, dessen Theorien sie auch als eine Inspiration für ihre literarischen Arbeiten anführt. 1994 trat sie dem Verein der Polnischen Schriftsteller bei und wurde 1999 Mitglied im polnischen PEN-Club. Nach 2004 war sie eine Zeit lang Mitglied der grünen Partei Partia Zieloni.
Im Oktober 2019 gründete sie in Breslau zusammen mit ihrem zweiten Ehemann und Manager, dem Germanisten Grzegorz Zygadło, die „Olga-Tokarczuk-Stiftung“. Als Kulturmanagerin der Stiftung wirkt Iryna Wikyrtschak.
Im September 2020 wurde bekannt, dass Tokarczuk die ihr angetragene Ehrenbürgerschaft ihrer polnischen Heimatregion Niederschlesien abgelehnt hat, da dies „die Spaltung in Polen wegen Rechten für Schwule, Lesben, Bisexuelle und Transsexuelle hervorheben“ würde, da sie zur gleichen Zeit wie der emeritierte katholische Bischof Ignacy Dec ausgezeichnet werden sollte, der „die LGBT-Bewegung als Gefahr für die katholische Kirche und Polen beschrieben“ hat.
Im Februar 2021 übernahm Tokarczuk den Jury-Vorsitz des Usedomer Literaturpreises von Denis Scheck.

## Werk

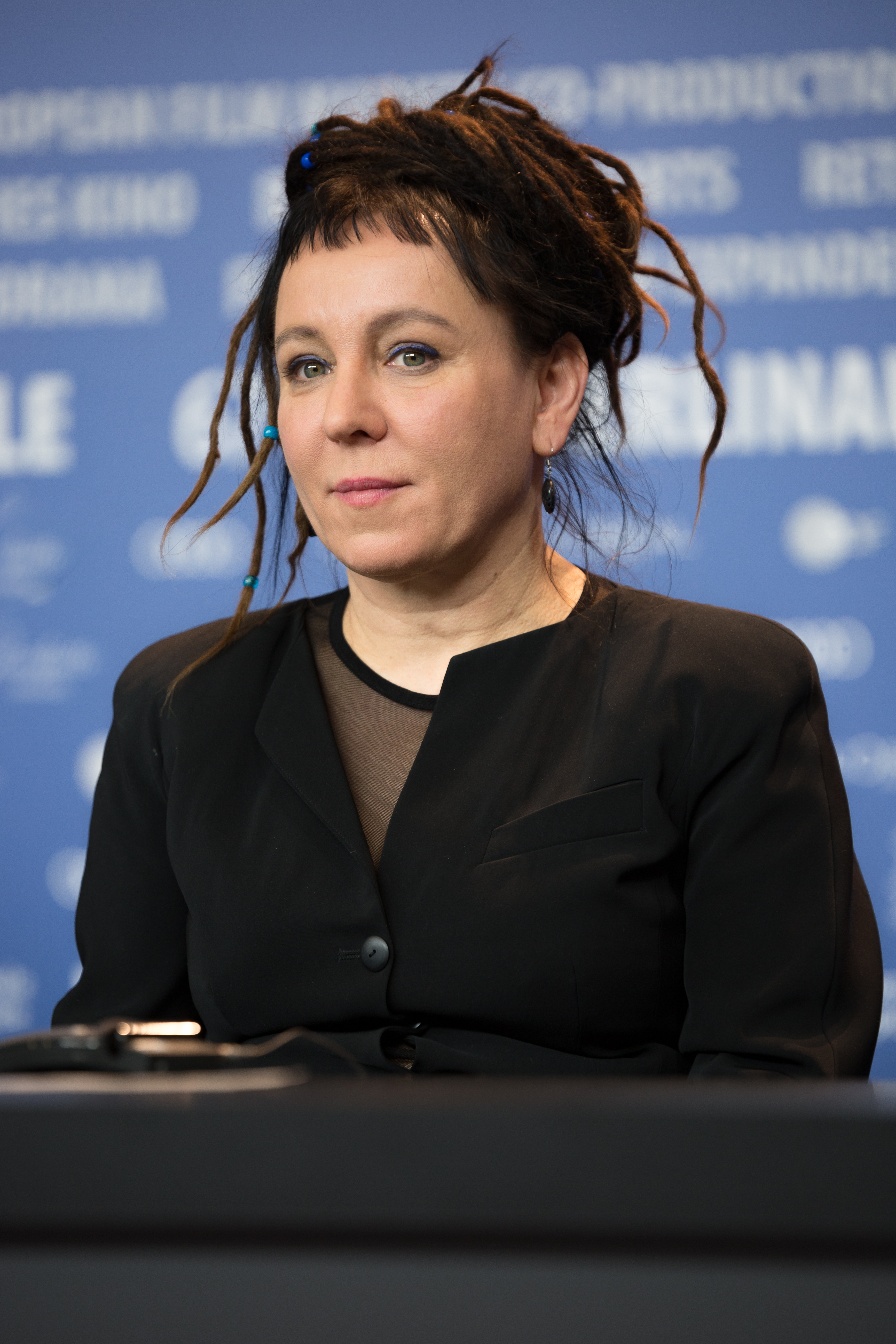
Tokarczuk auf der Berlinale 2017

Tokarczuk debütierte 1979 in dem Jugendmagazin Na Przełaj, in dem sie unter dem Pseudonym „Natasza Borodin“ erste Erzählungen veröffentlichte. 1989 ist das Jahr der Veröffentlichung ihres ersten Buches, einer mit „Miasta w lustrach“ (Städte in Spiegeln) betitelten Gedichtsammlung. Ihr Debütroman, Podróż ludzi księgi (Reise der Buchmenschen), eine Parabel über die Suche zweier Liebender nach dem „Geheimnis des Buches“ (eine Metapher für die Bedeutung des Lebens), ist im Frankreich des 17. Jahrhunderts angesiedelt und erschien 1993. Mit diesem Buch erreichte die Autorin große Popularität bei Lesern wie bei Kritikern. Der Nachfolgeroman E. E. (1995) trägt im Titel die Initialen seiner Heldin, einer jungen Frau namens Erna Eltzner, die in einer bürgerlichen deutsch-polnischen Familie im Breslau der Vorkriegsjahre aufwächst und übermenschliche Fähigkeiten entwickelt.
Großen Erfolg erreichte Tokarczuks dritter Roman Prawiek i inne czasy (Ur und andere Zeiten), der 1996 veröffentlicht wurde. Er spielt in dem fiktiven Städtchen Ur in Ostpolen, das von exzentrischen Urgesteinen bevölkert wird. Das Städtchen steht unter dem Schutz der Vier Erzengel Raphael, Uriel, Gabriel und Michael. Der Roman erzählt das Leben einiger Bewohner über einen Zeitraum von acht Jahrzehnten von 1914 an. Parallel zur abwechslungsreichen polnischen Geschichte in jener Zeit, doch gleichzeitig seltsam entrückt von ihr, beschreibt der Roman die stetige Wiederkehr aller menschlichen Freuden und Schmerzen, die in Ur wie durch ein Brennglas sichtbar werden. Der Roman wurde in viele Sprachen übersetzt, darunter Deutsch, und begründete Tokarczuks internationale Reputation als eine der wichtigsten Protagonistinnen der polnischen Literatur in der Gegenwart.
Nach Prawiek i inne czasy begann Tokarczuks Arbeit sich weg von der Romanform und hin zu kürzeren Prosatexten und Essays zu entwickeln. Das 1997 erschienene Buch Szafa (Schrank) war eine Sammlung dreier Texte im Stil von Kurzgeschichten. Dom dzienny, dom nocny (Taghaus, Nachthaus) erschien 1998. Obwohl formell ein Roman, gleicht es eher einer Sammlung lose miteinander verbundener Texte, Skizzen und Essays über Gegenwart und Vergangenheit in der Wahlheimat der Autorin, einem Dorf im Waldenburger Bergland nahe der polnisch-tschechischen Grenze. Wenn auch Tokarczuks schwierigstes Buch, zumindest für jene, die mit der Geschichte Mitteleuropas nicht vertraut sind, war es das erste, das ins Englische übersetzt worden ist.
Danach hat Tokarczuk eine Reihe von Sammlungen kurzer Geschichten veröffentlicht:
Im Jahr 2000 erschien Ostatnie historie (Letzte Geschichten) sowie der Essay Lalka i perła (Die Puppe und die Perle) über Bolesław Prus’ Roman „Lalka“ sowie die Hymne Das Perlenlied aus den apokryphen Thomasakten, übersetzt von Czeslaw Milosz. Mit ihren gleichermaßen populären Kollegen Jerzy Pilch und Andrzej Stasiuk veröffentlichte sie den Band „Opowieści wigilijne“ mit drei modernen Weihnachtsgeschichten. 2001 folgte „Gra na wielu bębenkach“ (Spiel auf vielen Trommeln).
2007 legte Tokarczuk mit Unrast (Bieguni) einen, wie sie es selbst nennt „Konstellationsroman“  vor, der in mehreren Handlungssträngen, fragmentarischen Notizen und essayistischen Reflexionen die Themen Reisen und Konservierung von Leichen umkreist. Sie erzählt etwa von einer dreiköpfigen Familie, die zerbricht, nachdem Mutter und Sohn im Urlaub auf der kroatischen Insel Vis für zwei Tage verschwanden; von der Mutter eines behinderten Kindes, die für mehrere Tage in der Moskauer Metro das Leben der Obdachlosen teilt; von einem ehemaligen Walfänger, der nun frustriert als Fährmann in einem nordischen Land arbeitet und eines Tages seine Fähre aufs offene Meer steuert; und von einem Altertumswissenschaftler, der Vorträge auf einem Kreuzfahrtschiff hält, und seiner deutlich jüngeren Ehefrau. Unterbrochen werden diese Erzählungen von kürzeren Texten, etwa Vorträgen über „Reisepsychologie“, die Fachwissenschaftler angeblich in den Wartebereichen von Flughäfen halten, einem Loblied auf die Wikipedia oder von Briefen, in denen die Tochter des Kammermohren Angelo Soliman Kaiser Franz III. darum bittet, ihr die ausgestopfte Leiche ihres Vaters zur Beerdigung zu überlassen.
2009 folgte mit Prowadź swój pług przez kości umarłych (Der Gesang der Fledermäuse) ein Kriminalroman, der in den Bergen um Kłodzko an der polnisch-tschechischen Grenze spielt. Die etwas schrullige Ich-Erzählerin, die sich mit Astrologie und einer Übersetzung der Werke William Blakes beschäftigt, behauptet, einige mysteriöse Morde an den Bewohnern eines Dorfes seien durch Tiere verursacht werden, die sich an ihren Peinigern rächen wollten. Hans-Peter Kunisch lobt das Buch in der Süddeutschen Zeitung für seinen „sirenenhaften Sog, dem man sich nicht entziehen“ könne.
Im Jahr 2014 wurden Księgi Jakubowe (Die Jakobsbücher) in Polen veröffentlicht; das Werk erschien 2019 auf Deutsch. In Polen wurde sie für dieses Buch angefeindet und sogar mit dem Tode bedroht. Es setzt sich kritisch mit der häufig verklärten polnisch-litauischen Adelsrepublik des 18. Jhdts. auseinander und zeigt diese als politisch schwachen Feudalstaat, zu dem Machtmissbrauch durch Hochadel und Klerus, Unterdrückung der ethnischen Minderheiten, Judenpogrome oder sklavenähnliche Ausbeutung der leibeigenen Bauern gehörten. Vor dem Hintergrund eines breiten Panoramas Südostpolens im 18. Jahrhundert erzählt Tokarczuk die Geschichte des als Messias verehrten Jakob Joseph Frank. Im Jahr 2022 wurde die englischsprachige Übersetzung The Books of Jacob von Jennifer Croft für den International Booker Prize nominiert.